# Монтроуз (Ајова)
Монтроуз (енгл. Montrose) град је у америчкој савезној држави Ајова. По попису становништва из 2010. у њему је живело 898 становника.

## Демографија
Према попису становништва из 2010. у граду је живело 898 становника, што је -59 (-6.2%) становника више него 2000. године.
| Група             | 2000.       | 2010.       |
| Белци             | 931 (97,3%) | 878 (97,8%) |
| Афроамериканци    | 1 (0,1%)    | 4 (0,4%)    |
| Азијати           | 1 (0,1%)    | 3 (0,3%)    |
| Хиспаноамериканци | 8 (0,8%)    | 5 (0,6%)    |
| Укупно            | 957         | 898         |